# جو إن سونغ
جو ان-سونغ (هانغل:조인성 , ولد في 28 يوليو 1981) هو ممثل كوري جنوبي. عرف من خلال أدواره في مسلسلات تيلفيزونية عديدة مثل " ماذا حدث في بالي) 2004 , الشتاء العاصف (2013), لا بأس , هذا هو الحب (2014), وايضاً من خلال أفلامه مثل: الكرنفال القذر (2006) والزهرة المتجمدة (2008).

## النشأة
جو ان سونغ ولدت وترعرع في شنهو-دونغ، مقاطعة غانغدونغ، سول في كوريا الجنوبية., لقد كان في طفولته يحلم بأن يصبح مدرب تايكوندو.

## المهنة
بدأ جو مهنته في عالم الترفيه سنة 1998 كعارض أزياء لماركة الملابس زيزويا. في سنة 2000 بدأ مهنته في التمثيل من خلال دراما المراهقين «المدرسة 3» والموسم الثاني من السيتكوم «بدون توقف» 

## الإعلانات
عرف جو بشهرته في عدد الإعلانات التي عرضها أو بدأ في عرضها. وقد كشف في أحد البرامج التيلفيزونية سنة 2012 أنه حصل على 4$ مليون دولار في سنة واحدة من تلك الإعلانات، ومن ضمن الشركات التي صور لها جو إعلانات إل جي إلكترونيكس و ومستحضرات ميشا وملابس بارك لاند وملابس بلاك ياك.

## حياته الخاصة
درس جو أولاً العروض وإدارة الأحداث في جامعة تشاننام للتكنولوجيا ‏. وفي وقت لاحق تقدم لقسم المسرح والأفلام في جامعة دونغغوك، لكنه طرد سنة 2007 بسبب نسبة الغياب المرتفع.

## الأعمال

### المسلسلات
| عام  | اسم العمل                      | الدور          | قناة البث  | ملحوظة    | المراجع |
| ---- | ------------------------------ | -------------- | ---------- | --------- | ------- |
| 1999 | Jump                           |                | إم بي سي   |           |         |
| 2000 | School 3                       | كيم سيوك جو    | كي بي إس   |           | [ 4 ]   |
| 2000 | New Nonstop                    | جو اين سو      | إم بي سي   |           | [ 5 ]   |
| 2001 | Drama City "Love Me Tender"    | جون هو         | كي بي إس 2 |           |         |
| 2001 | Drama City "Like a Pure Comic" | كيم جونغ هيون  | كي بي إس 2 |           | [ 6 ]   |
| 2001 | Piano                          | لي كيونغ هو    | SBS        |           | [ 7 ]   |
| 2002 | Daemang (Great Ambition)       | الصغير لي يونغ | SBS        | ظهور، ح1  | [ 8 ]   |
| 2002 | Shoot for the Stars            | جو سونغ تاي    | SBS        |           | [ 9 ]   |
| 2004 | Something Happened in Bali     | جونغ جاي مين   | SBS        |           | [ 10 ]  |
| 2005 | Spring Day                     | جو اون سوب     | SBS        |           | [ 11 ]  |
| 2013 | That Winter, the Wind Blows    | أوه سوو        | SBS        |           |         |
| 2014 | It's Okay, That's Love         | جونغ جاي يوو   | SBS        |           |         |
| 2016 | Dear My Friends                | سيو ايون ها    | تي في إن   | ظهور خاصة | [ 12 ]  |
| 2023 | Moving                         | كيم دو شيك     | ديزني +    |           | [ 13 ]  |

## وصلات خارجية
- جو إن سونغ على موقع IMDb (الإنجليزية)
- جو إن سونغ على موقع ألو سيني (الفرنسية)
- جو إن سونغ على موقع ميوزك برينز (الإنجليزية)
- جو إن سونغ على موقع قاعدة بيانات الفيلم (الإنجليزية)